# Epwell
Epwell is een civil parish in het bestuurlijke gebied Cherwell, in het Engelse graafschap Oxfordshire met 285 inwoners.